# Vilhelm Wolfhagen
Vilhelm Wolfhagen (Kopenhagen, 11 november 1889 – Frederikshavn, 5 juli 1958) was een Deens voetballer, die zijn gehele loopbaan speelde als aanvaller voor de Deense club Kjøbenhavns Boldklub. Wolfhagen overleed op 68-jarige leeftijd.

## Interlandcarrière
Wolfhagen, bijgenaamd "Wolle", speelde in totaal achttien interlands voor de Deense nationale ploeg, waarmee hij in 1908 deelnam aan de Olympische Spelen in Londen. Daar won de selectie onder leiding van de Engelse bondscoach Charles Williams de zilveren medaille. In de finale, gespeeld op 24 oktober 1908 in het White City Stadium, bleek gastland Engeland met 2-0 te sterk. Twee dagen daarvoor had Wolfhagen vier keer gescoord in een wedstrijd tegen Frankrijk-A (17-1). Vier jaar later was Wolfhagen eveneens van de partij bij de Olympische Spelen in Stockholm, waar hij andermaal beslag legde op de tweede plaats met de Deense ploeg.